# Lauren Fenmore Baldwin
Lauren Baldwin (née Fenmore, anciennement Williams et Grainger) est un personnage de fiction des feuilletons télévisés Les Feux de l'amour et Amour, Gloire et Beauté. Elle est interprétée par Tracey E. Bregman depuis 1983 dans Les Feux de l'amour et 1992 dans Amour, Gloire et Beauté.
Les Feux de l'amour sont diffusés aux États-Unis depuis le 26 mars 1973. En France, le feuilleton commence sur TF1 le 16 août 1989 avec l'épisode No 3263 (diffusé aux États-Unis le 10 janvier 1986). Les 13 premières saisons n'ont jamais été diffusées (les épisodes tournés de 1973 à 1985 resteront à tout jamais inédits, au total 3262 épisodes). TF1 commence la diffusion avec les épisodes de 1986. 3 ans de décalage avec la diffusion américaine.
Actuellement nous avons 3 ans et 3 mois de retard par rapport aux États-Unis.

## Biographie

### Histoire
Lauren est la fille de Neil Fenmore et Joanna Fenmore Manning. Elle fait sa première apparition en 1982. Elle formait un groupe de chanteurs avec Danny Romalotti et Tracy Abbott. Lauren et Danny sont sortis ensemble mais Tracy est tombée amoureuse de Danny. Les deux jeunes femmes commençaient à se quereller. Tracy se sentait désavantagée car Lauren était belle, et celle-ci était grosse et manquait de confiance en elle. Lauren se voit hériter des grands magasins Fenmore à la mort de son père.

### Son mariage avec Paul et sa mésaventure avec Dawn Sharp
Lauren rencontre le détective Paul Williams, puis ils se marient. Ils vivent heureux mais les choses se dégradent après l'arrivée de Dawn Sharp. Celui-ci voulait Lauren à tout prix. La jeune femme n'a pas d'autre choix que de quitter Paul pour sauver Danny. Celui-ci allait se faire droguer par Sharp. Puis, Lauren raconte tout à Paul au sujet de Dawn Sharp, puis Dawn enlève Lauren et l'enterre vivante. Paul la secourt à temps. À la suite de sa mésaventure, Lauren perd l'enfant qu'elle attendait de Paul. Celui-ci que Lauren publie des magazine de lui nu, humilié, il demande le divorce, Paul et Lauren décident de rester bons amis.

### Sa rencontre avec Scott Granger, et sa rivalité avec Sheila Carter
Lauren rencontre Scott Granger, un docteur qui travaille aux côtés de Sheila. Lauren et Scott finissent par tomber amoureux et se marient. Folle de jalousie, Sheila décide de droguer Scott pour coucher avec lui. Quand Lauren apprend cela, elle divorce. Ensuite, Lauren accouche de l'enfant de Scott, Sheila accouche le même jour, mais celle-ci fait une fausse couche. Elle enlève le bébé de Lauren et l'échange contre un bébé qu'elle a acheté à un trafiquant d'enfants. Lauren finit par apprendre la vérité grâce à Molly Carter, la mère de Sheila. Lauren est ensuite enlevée par Sheila dans une cabane, mais réussit à s'évader, et se remarie avec Scott. Celui-ci pardonne à Sheila pour ce qu'elle a fait, et meurt d'une maladie mystérieuse.

### Son départ à Los Angeles
En 1995, Lauren décide de partir à Los Angeles où elle rencontre Eric Forrester et Stephanie.

### Son retour à Genoa
En 2000, elle fait une apparition en faisait une affaire avec la famille Abbott. Puis en 2001, elle reste définitivement dans la série.
Elle est en couple un bref moment avec Paul, mais elle apprend que celui-ci a un enfant avec Isabella Brana. Donc, elle décide de rompre avec lui.
Puis en 2003, Lauren rencontre Kevin Fisher. Celui-ci devient complètement obsédé par elle. Lauren décide d'accepter d'aller au bal avec lui pour qu'il avoue ses crimes. Elle se fait enlever mais est sauvée par Michael Baldwin.

### Son mariage avec Michael
En 2004, Lauren rompt avec Paul car elle se sent attirée par Michael. Ils tiennent une relation secrète pour éviter la colère de Kevin. En novembre 2004, Lauren et Michael découvrent que Kevin est au courant pour leur liaison. Kevin finit par être heureux pour eux. En 2005, Lauren et Michael se marient. À la fin de 2005, elle est enlevée par Sheila Carter et Tom Fisher, mais elle parvient à s'échapper, Lauren et Michael se retrouvent.

### La naissance de Fenmore
En 2006, Lauren est enceinte. Après la naissance de Fenmore, Lauren apprend que Sheila est toujours en vie, et elle a pris le visage de Phyllis. Sheila enlève Phyllis, Summers et Fenmore. Lauren les retrouve et tue Sheila avec un revolver.
Lauren vit paisiblement aux côtés de Michael. En 2008, ils rencontrent le père de Micheal River Baldwin, et sa sœur Eden Gerick qui vient habiter chez eux.

### Ryder Callahan & Daisy Carter arrivent à Genoa
Le 9 juillet 2009 (épisode diffusé en France le 22 janvier 2013 sur TF1), le mystérieux Ryder débarque à Genoa City. Il travaille pour Deacon Sharpe.
Le 30 octobre 2009 (épisode diffusé en France le 17 mai 2013 sur TF1), apparait Daisy. On découvre rapidement que Ryder et Daisy sont complices et frère et sœur.
Fin 2009 (en juillet 2013 en France), Lauren rencontre Daisy et lui donne un emploi dans son magasin. Celle-ci fait en sorte que Lauren ait des maux de têtes, pour qu'elle devienne insupportable en droguant ses boissons. Ensuite Lauren est drogue par Daisy et embrasse Paul. Michael l'apprend, mais il décide de croire que sa femme n'y est pour rien dans cette histoire.

### Sarah Smythe, la sœur cachée de Sheila Carter
En mars 2010 (épisodes diffusés en France en septembre et octobre 2013 sur TF1) Jana, puis Lauren sont enlevées par Daisy, Ryder et la mystérieuse "Maman Ours". "Maman ours" est en fait Sarah, la tante de Daisy et Ryder. Sarah est la sœur cachée de la diabolique Sheila Carter. Elle apparait enfin le 9 avril 2010 (épisode diffusé en France le 21 octobre 2013 sur TF1). Grâce à la chirurgie esthétique, Sarah a copié le visage de Lauren Fenmore et va prendre sa place. Lauren est prisonnière d'une cage dans le zoo désaffecté.
Souvenez-vous, il y a quelques années, Sheila était elle-même revenue à Genoa City avec le visage de Phyllis, grâce à des opérations de chirurgie esthétique.
Incroyable coïncidence, on découvrira que Sarah Smythe a subi des opérations esthétiques pour avoir le visage de Lauren Fenmore dans la même clinique où Patty Williams se faisait opérer pour revenir à Genoa City sous l'identité de Mary-Jane Benson, avec le visage d'Emily Peterson, sa psychiatre.
Sarah finira par se faire tuer par Lauren. Michael et Lauren sortent encore plus unis de cette tragédie.

### Jill, la deuxième héritière Fenmore
En juin 2010 (épisodes qui seront diffusés en France début janvier 2014 sur TF1), à la mort de Liz Foster (la mère adoptive de Jill Abbott), on apprend que Neil Fenmore, le père de Lauren est aussi le père biologique de Jill. Lauren apprend que Jill est sa sœur. Celle-ci est bouleversée. Mais les deux femmes finissent par se trouver des points communs en décembre 2010. La nuit d'halloween 2010, Daisy revient à Genoa City enceinte. Elle fait peur à Lauren. Après, elle est arrêtée. Phyllis la fait sortir de prison. Daisy accouche d'une petite fille et s'enfuit. Danny la retrouve mais il est assommé par Daisy qui le laisse pour mort. Daisy s'enfuit et abandonne le bébé dans une église au Canada. Le bébé est vendu par Primrose Deville, la nièce de Rose Deville, à Wiliam et Victoria.

### Lauren trompe Michael
En mars 2013 (épisodes qui arriveront en France en mars 2016 sur TF1), Lauren trompe Michael avec le jeune Carmine.

### Le cancer de Michael
À la fin de 2014, Michael, le mari de Lauren, apprend qu'il a un cancer de la prostate (phase 3), celle-ci tente de lui montrer son soutien, mais il la rejette, et la trompe avec une prostituée, et demande le divorce. Désemparée par la situation, elle trouve du soutien auprès de Cane Ashby, et ils finissent par s'embrasser. Finalement, Michael guérit de son cancer de la prostate et lui et Lauren se réconcilient le 25 septembre 2015.